# Robin Bodart
Pour les articles homonymes, voir Bodart.
Robin Bodart (né le 28 octobre 1997 à Daverdisse[réf. nécessaire]) est un athlète belge, spécialiste du décathlon.
Il est détenteur de quatre titres de champion de Belgique de décathlon, en 2017, 2018, 2019 et 2023.

## Biographie

### Origines familiales et formations
Issu d'une famille de sportifs, Robin Bodart commença le décathlon très jeune grâce à l'aide de son père Christophe Bodart qui est également le directeur de l'Athletic Club Bertrix Basse-Semois. Robin Bodart s’entraîne encore aujourd'hui dans le club de son père, là où pour la première fois, il goûta au décathlon. 
Après son enseignement secondaire, Robin Bodart se lança dans des études d'architectures à l'université de Mons pour finalement faire un bachelier en géographie à l'université de Namur.
En 2020, Robin Bodart obtint son bachelier de géographie avec distinction à  l'université de Namur, il se lança par la suite dans un master de géographie à l'Université catholique de Louvain. Ensuite, il réussit le premier quadrimestre avec brio. Il suit actuellement des cours de climatologie donnés par le professeur Jean-Pascal Van Ypersele.
À l'occasion des Championnats de Belgique d'épreuves combinées à Gand, Robin Bodart bat le record LBFA indoor toutes catégories de l'heptathlon. Avec un total de 5953 points, il améliore le précédent record de 96 points, qui appartenait à François Gourmet.

### Carrière
Robin Bodart est champion de Belgique de décathlon, en 2017, 2018 et 2019.

#### Saison 2017
Robin Bodart remporta le championnat de Belgique de décathlon. 

#### Saison 2018
Robin Bodart remporta le championnat de Belgique de décathlon. 

#### Saison 2019
Robin Bodart remporta le championnat de Belgique de décathlon.

#### Saison 2020
Robin Bodart se classe second lors des championnats de Belgique de perche.

#### Saison 2021
Robin Bodart participe à sa première sélection internationale, lors des Championnats d'Europe d'athlétisme par équipes qui se déroulent à Cluj-Napoca. Lors de cette compétition, ce dernier aura la chance de pouvoir rendre honneur à son mentor de toujours, Francy Mottet, qui lui aura fait découvrir le saut à la perche lors de son plus jeune âge. Lors de cette compétition, Robin sera supervisé par Patricia Dumont, ayant elle même été formée par Francy Mottet.